# Adam Nagaitis
Adam Matthew Nagaitis, né à Chorley dans le Lancashire le 7 juin 1985, est un acteur britannique, connu pour sa participation aux séries The terror et Chernobyl.

## Biographie
Adam Nagaitis né le 7 juin 1985 à Chorley, Angleterre. Ses parents sont Barry et Susan Nagaitis (née Doran). Il a une sœur, Kate.
Son père décède en 2002, après s'être fait renverser par un bus à Manchester.
Il a étudié au Stella Adler Conservatory à New York ainsi qu'à la Royal Academy of Dramatic Art de Londres,.

## Filmographie

### Cinéma

#### Longs métrages
- 2008 : The Local de Dan Eberle : Jack Lord
- 2014 : 71 de Yann Demange : Jimmy
- 2014 : Snow in Paradise d'Andrew Hulme : Gravesy
- 2014 : Peterman (In The Blood) de Mark Abraham : Dave
- 2014 : The Inbetweeners 2 de Damon Beesley et Iain Morris : Pete
- 2015 : Les Suffragettes (Suffragette) de Sarah Gavron : Mr Cummins
- 2017 : HHhH de Cédric Jimenez : Emile Čurda
- 2018 : The Passenger (The Commuter) de Jaume Collet-Serra : Jimmy, le conducteur
- 2020 : Bloody Milkshake (Gunpowder Milkshake) de Navot Papushado (en) : Virgil
- 2021 : Le Dernier Duel (The Last Duel) de Ridley Scott : Adam Louvel
- 2024 : American Star de Gonzalo López-Gallego : Ryan

#### Court métrage
- 2012 : Inside d'Edward Hicks : Pete

### Télévision

#### Séries télévisées
- 2000 : Children's Ward : Un garçon
- 2004 : The Courtroom : Kevin Hoad
- 2004 : Outlaws : Dean Small
- 2013 : Londres, police judiciaire (Law and Order: UK) : William Braxton
- 2014 : Happy Valley : Brett McKendrick
- 2015 : Banished : Soldat Buckley
- 2015 : Le Code du tueur (Code of a Killer) : Ian Whenby
- 2015 : You, Me and the Apocalypse : Todd Jr
- 2016 : Les Mystères de Londres (Houdini & Doyle) : Sergent George Gudgett
- 2018 : The Terror : Cornelius Hickey
- 2019 : Chernobyl : Vasily Ignatenko
- 2020 : A Christmas Carol : Fred
- 2022 : Red Rose : Rick Bennett
- 2023 : The Walking Dead: Daryl Dixon : Quinn
- 2023 : The Gold : Micky McAvoy

#### Téléfilm
- 2016 : La vie des sœurs Brontë (To Walk Invisible: The Brontë Sisters) de Sally Wainwright : Branwell Brontë